# Australian Open
Australian Open er en Grand Slam-tennisturnering, der afvikles på hardcourt-baner. Mesterskabet har været spillet siden 1905, og siden 1987 har det været afviklet de sidste to uger af januar, og det er derfor den første Grand Slam-turnering i tennisåret. Turneringen arrangeres af Tennis Australia, og seniormesterskaberne består af fem turneringer: herresingle, damesingle, herredouble, damedouble og mixed double. Derudover afvikles der turneringer for veteraner, juniorer og kørestolsbrugere. Turneringen er den største årligt tilbagevendende sportsbegivenhed på den sydlige halvkugle, og i 2018 nåede det samlede tilskuertal for første gang over 740.000.
Det er ikke usædvanligt at der i løbet af en Australian Open forekommer dage med mere end 40 graders varme, idet turneringen afvikles midt i den australske højsommer. Derfor findes der en "extreme heat policy", der tillader turneringslederen at afbryde spillet, hvis den den vurderer at kombinationen af temperatur, luftfugtighed, solskin og vindhastighed udgør en fare for spillerne.
De tre hovedbaner, Rod Laver Arena, Hisense Arena og Margaret Court Arena, udskiller sig ved at være forsynet med skydetag, der kan lukkes i tilfælde af regn eller ekstrem varme. Australian Open var den første Grand Slam-turnering, der kunne spilles delvist indendørs, og Melbourne Park er det eneste tennisanlæg i verden med skydetag på tre arenaer.
Indtil starten af 1970'erne skiftede spillestedet fra år til år, men fra 1972 blev det besluttet fremover af afholde turneringen et fast sted, og græsbanerne i Melbourne-klubben Kooyong Lawn Tennis Club blev valgt. I 1988 flyttede turneringen til et nyopført sportsanlæg i Melbourne, Flinders Park (der senere skiftede navn til Melbourne Park), og samtidig blev underlaget skiftet fra græs til hardcourt-materialet Rebound Ace. I 2008 blev underlaget skiftet til det nuværende, Plexicushion.

## Historie
Mesterskabet blev spillet for første gang i 1905 i Melbourne på anlægget Warehouseman's Cricket Ground. Turneringen hed oprindeligt Australasian Championships og blev arrangeret af Lawn Tennis Association of Australasia, som var tennisforbund for både Australien og New Zealand. Da forbundet blev opdelt i to separate nationale forbund overgik værtskabet til Lawn Tennis Association of Australia (LTAA) og turneringen skiftede i 1927 navn til Australian Championships. I 1968 startede tennissportens åbne æra, hvilket betød at mesterskabet fra 1969 blev spillet under navnet Australian Open.
Mesterskabet blev i 1923 kategoriseret som et "major championship" af International Lawn Tennis Federation i forbindelse med beslutningen om at erstatte de tre verdensmesterskaber i tennis med fire "major championships" – de nuværende Grand Slam-turneringer. I den forbindelse ændrede arrangørerne turneringsstrukturen, så seedning blev indført.
På grund af Australiens afsides beliggenhed havde turneringen i begyndelsen af det 20. århundrede imidlertid kun få udenlandske deltagere. I 1920'erne tog rejsen fra Europa til Australien ca. 45 dage. De første tennisspillere, der ankom med fly, var de amerikanske Davis Cup-spillere i november 1946. Selv inden for landets grænser gjorde de lange afstande det besværligt at rejse. Eksempelvis foretog ingen spillere fra Victoria eller New South Wales den 3000 km lange togtur på tværs af landet, da turneringen blev afholdt i Perth i Western Australia. Og da turneringen blev spillet i Christchurch i New Zealand i 1906 deltog kun 10 spillere, heraf kun to australiere.
De første udgaver af Australasian Championships led også under konkurrencen fra andre turneringer, der blev afholdt på samme tid i Australien og New Zealand. Alle Australiens stater og New Zealand havde på det tidspunkt også deres egne mesterskaber, og det første blev spillet allerede i 1880 under navnet Championship of the Colony of Victoria (senere skiftede navnet til Championship of Victoria).
Regionens to bedste spillere – australieren Norman Brookes (som herresingletrofæet nu er opkaldt efter) og newzealænderen Tony Wilding – deltog kun et par gange i mesterskabet. Brookes spillede (og vandt) mesterskabet én gang – i 1911, mens Wilding spillede (og vandt) turneringen to gange (i 1906 og 1909). I stedet blev deres kampe i Victorian Championships eller Wimbledon-mesterskaberne brugt til at afgøre, hvilken spiller fra Australasien, der var bedst. Selv da Australasian Championships blev spillet i Hastings, New Zealand i 1912, kom den tredobbelte Wimbledon-mester Tony Wilding ikke tilbage til sit hjemland for at deltage. De lange rejser var generelt en udfording for alle spillerne på den tid. Norman Brookes rejste f.eks. kun til Europa tre gange, hvor han én gang nåede udfordingsrunden i Wimbledon-mesterskaberne og to gange vandt turneringen. Derfor fik mange topspillere aldrig spillet i Austral(as)ian Championships (eller Australian Open), herunder Doherty-brødrene, William Larned, Maurice McLoughlin, Beals Wright, Bill Johnston, Bill Tilden, René Lacoste, Henri Cochet, Bobby Riggs, Jack Kramer, Ted Schroeder, Pancho Gonzales, Budge Patty, Manuel Santana og Jan Kodeš, mens bl.a. Norman Brookes, Ellsworth Vines, Jaroslav Drobný, Manuel Orantes, Ilie Năstase og Björn Borg blot deltog én enkelt gang i løbet af deres karrierer.
I 1969, hvor mesterskabet blev spillet på Milton Courts i Brisbane, var turneringen for første gang åben for alle spillere, herunder professionelle som ellers ikke tidligere havde haft lov til at deltage. Turneringerne i 1969 og 1971 var forholdsvis stærkt besat, men indtil 1982 gik mange af de bedste spillere imidlertid stadig glip af mesterskabet på grund af turneringens afsides beliggenhed, den ubekvemme termin omkring jul og nytår og de forholdsvis få præmiepenge. I 1970 forbød George MacCall's National Tennis League, som beskæftigede Rod Laver, Ken Rosewall, Andrés Gimeno, Pancho Gonzales, Roy Emerson og Fred Stolle, f.eks. sine spillere at deltage i turneringen på grund af utilstrækkelige garantier, og turneringen blev i stedet vundet af Arthur Ashe.
I 1983 tilmeldte Ivan Lendl, John McEnroe og Mats Wilander sig turneringen. Wilander vandt herresingletitlen og begge sine singlekampe i Sveriges nederlag i Davis Cup-finalen til Australien i Kooyong kort tid efter. Efter Australian Open 1983 bad International Tennis Federation Lawn Tennis Association of Australia om at skifte spillested, fordi anlægget i Kooyong på det tidspunkt var blevet utilstrækkeligt til at afholde så stor en begivenhed, og i 1988 blev turneringen for første gang spillet i det nybyggede kompleks Flinders Park (senere omdøbt til Melbourne Park). Flytningen til et nyt spillested medførte også at spilleunderlaget blev skiftet fra græs til hardcourt-materialet Rebound Ace. Mats Wilander blev den eneste spiller, der vandt turneringen på både græs og hardcourt. Efter at have været i brug i 20 år blev det grønne Rebound Ace-underlag i 2008 udskiftet med et middelhurtigt blåt akrylunderlag med navnet Plexicushion Prestige. Roger Federer og Serena Williams er de eneste spiller, der har vundet Australian Open på både Rebound Ace og Plexicushion.
Inden turneringen flyttede til Melbourne Park skiftede turneringens termin fra år til år, især i de tidlige år på grund af de forskellige klimaer i de skiftende værtsbyer. F.eks. blev 1919-mesterskabet afholdt i januar 1920 (1920-turneringen blev spillet i marts) og mesterskaberne i 1923 i Brisbane fandt sted i august, hvor vejret ikke var for varmt og vådt. Efter at Australien Open 1977 var blevet spillet hen over årsskiftet 1976–77, valgte arrangørerne at flytte den næste udgave af turneringen nogle dage frem, så der blev spillet endnu en Australian Open i 1977, som endte den 31. december, men det tiltrak ikke de bedste spillere. Fra 1982 til 1985 blev turneringen spillet midt i december. Så blev det besluttet at flytte terminen til midten af januar, hvilket medførte, at der ikke var nogen turnering i 1986. Siden 1987 har Australian Opens termin ligget fast i de to sidste uger i januar. Nogle af topspillerne, herunder Roger Federer og Rafael Nadal, har udtalt, at turneringen bliver spillet for hurtigt efter jul og nytår, hvilket forhindrer spillerne i at opnå deres bedste form, og de udtrykte et ønske om at flytte den til februar. Sådan en ændring ville imidlertid flytte turneringens termin uden for skolernes sommerferieperiode, hvilket potentielt ville påvirke tilskuertallene.

## Spillested
Siden begyndelsen i 1905 er mesterskabet blevet afviket i fem forskellige australske og to newzealandske byer, jf. nedenstående tabel.
| Spillesteder gennem tiden |              |                           |           |                                                                                          |
| Land                      | By           | Spillested                | Underlag  | År                                                                                       |
| Australien                | Melbourne    | Albert Ground             | Græs      | 1905, 1911, 1914, 1924                                                                   |
| Australien                | Melbourne    | Kooyong Lawn Tennis Club  | Græs      | 1927, 1930, 1933, 1935, 1939, 1948, 1950, 1953, 1957, 1961, 1965, 1968, 1972–87          |
| Australien                | Melbourne    | Melbourne Park            | Hardcourt | Siden 1988                                                                               |
| Australien                | Sydney       | Double Bay                | Græs      | 1908, 1919                                                                               |
| Australien                | Sydney       | White City                | Græs      | 1922, 1925, 1928, 1931, 1934, 1937, 1940, 1947, 1951, 1954, 1958, 1962, 1966, 1970, 1971 |
| Australien                | Adelaide     | Adelaide Oval             | Græs      | 1910                                                                                     |
| Australien                | Adelaide     | Memorial Drive            | Græs      | 1920, 1926, 1929, 1932, 1936, 1938, 1946, 1949, 1952, 1955, 1959, 1963, 1967             |
| Australien                | Brisbane     | Auchenflower              | Græs      | 1907, 1915                                                                               |
| Australien                | Brisbane     | Milton Courts             | Græs      | 1923, 1956, 1960, 1964, 1969                                                             |
| Australien                | Perth        | Zoo Courts                | Græs      | 1909                                                                                     |
| Australien                | Perth        | Muller Park               | Græs      | 1913                                                                                     |
| Australien                | Perth        | Kitchener Park            | Græs      | 1921                                                                                     |
| New Zealand               | Christchurch | Hagley Park               | Græs      | 1906                                                                                     |
| New Zealand               | Hastings     | Hastings Lawn Tennis Club | Græs      | 1912                                                                                     |

I 1972 blev det besluttet af afholde turneringen i Kooyong Lawn Tennis Club i Melbourne hvert år, fordi Melbourne var den af værtsbyerne, der støttede turneringen mest.
| Tilskuertal |              |
| År          | Tilskuere    |
| 2004        | 521.691      |
| 2005        | 543.873      |
| 2006        | 550.550      |
| 2007        | 554.858      |
| 2008        | 605.735      |
| 2009        | 603.160      |
| 2010        | 653.860      |
| 2011        | 651.127      |
| 2012        | 686.006      |
| 2013        | 684.457      |
| 2014        | 643.280      |
| 2015        | 703.899      |
| 2016        | 720.363      |
| 2017        | 728.763      |
| 2018        | 743.667      |
| 2019        | 743.667      |
| 2020        | 812.174      |
| 2021        | 130.374      |
| 2022        | 346.468      |
| 2023        | 902.312      |
| 2024        | 1.110.657    |
| 2025        | Igangværende |

Efter Australian Open 1983 bad International Tennis Federation Lawn Tennis Association of Australia om at skifte spillested, fordi anlægget i Kooyong på det tidspunkt var blevet utilstrækkeligt til at afholde så stor en begivenhed, og i 1988 blev turneringen for første gang spillet i det nybyggede kompleks Flinders Park (senere omdøbt til Melbourne Park).
Arrangørerne forventede, at de nye faciliteter i Melbourne Park (tidligere Flinders Park) kunne opfylde kravene til en turnering, der havde vokset sig for stor til kapaciteten i Kooyong Lawn Tennis Club. Flytningen til Melbourne Park blev en succes med det samme og medførte allerede det første år i Flinders Park en stigning i tilskuertallet på 90 % i forholdet til året før i Kooyong, hvor der havde været 140.000 tilskuere.
Flytningen til et nyt spillested medførte også at spilleunderlaget blev skiftet fra græs til hardcourt-materialet Rebound Ace. Efter at have været i brug i 20 år blev det grønne Rebound Ace-underlag i 2008 udskiftet med et middelhurtigt blåt akrylunderlag med navnet Plexicushion Prestige. De to primære fordele ved det nye underlag er bedre ensartethed og mindre absorbering af varme på grund af et tyndere toplag. Denne ændring blev efterfulgt af ændringer i underlaget på alle opvarmningsturneringerne til Australian Open. Ændringen var kontroversiel på grund af det nye underlags lighed med DecoTurf, som anvendes ved US Open.
Endnu et skift af spillested blev forslået i 2008, hvor myndighederne i New South Wales gjorde opmærksom på deres ønske om at byde på rettighederne til at afholde turneringen, når Melbournes kontrakt udløb i 2016. Wayne Kayler-Thomson, formanden for Victorian Events Industry Council, var imidlertid fast besluttet på at beholde begiveheden i Melbourne og rettede en sønderlemmende kritik af myndighederne i New South Wales med følgende udtalelse: "It is disappointing that NSW cannot be original and seek their own events instead of trying to cannibalise other Australian cities." Efter forslaget blev fremsat, blev der i 2009 annonceret en større fornyelse af Melbourne Park, som forventes at løbe op i hundredvis af millioner af australske dollars. Melbourne Park ønskede at opgradere og øge tilskuerkapaciteten på hovedbanerne, etablere et tag over Margaret Court Arena, forbedre spillernes faciliteter, oprette en nyt hovedsæde for Tennis Australia, og etablere et delvist overdækket "town square"-område med storskærme, der viser aktuelle kampe i gang. Allerede et år senere var disse planer i det store hele blevet vedtaget, og tidligere Premier of Victoria John Brumby bekræftede Victorias regerings villighed til at bevilge A$ 363 millioner til at fuldende moderniseringerne, hvilket garanterede at begivenheden forbliver i Melbourne indtil 2036.

## Præmier

### Præmiepenge 2024
| AO 2024      | Vinder      | Finalist    | Semifinalist | Kvartfinalist | Taber i 4. runde | Taber i 3. runde | Taber i 2. runde | Taber i 1. runde | Taber i 3. kval.runde | Taber i 2. kval.runde | Taber i 1. kval.runde |
| Single       | A$3,150,000 | A$1,725,000 | A$990,000    | A$600,000     | A$375,000        | A$255,000        | A$180,000        | A$120,000        | A$65,000              | A$44,100              | A$31,250              |
| Double       | A$730,000   | A$400,000   | A$227,500    | A$128,000     | A$75,000         | A$53,000         | A$36,000         | –                | –                     | –                     | –                     |
| Mixed double | A$165,000   | A$94,000    | A$50,000     | A$26,500      | A$13,275         | A$6,900          | –                | –                | –                     | –                     | –                     |

### Trofæer
Navnene på vinderne indgraveres i de evigt vandrende pokaler.
- Vinderen af damesingle får overrakt Daphne Akhurst Memorial Cup.
- Vinderen af herresingle får overrakt Norman Brookes Challenge Cup.

## Vindere
- Australian Open-mesterskabet i herresingle
- Australian Open-mesterskabet i damesingle
- Australian Open-mesterskabet i herredouble
- Australian Open-mesterskabet i damedouble
- Australian Open-mesterskabet i mixed double

## Rekorder

### Herrer
- Flest titler (alle rækker): Adrian Quist (Australien), 13 titler.
- Flest doubletitler: Adrian Quist (Australien), 10 titler.

Herresingle
- Flest titler: Novak Djokovic (Serbien) 7 titler.
- Flest titler i træk: Roy Emerson (Australien), 5 titler (1963-1967).

- Yngste vinder: Ken Rosewall, 18 år 2 måneder (1953).
- Ældste vinder: Ken Rosewall, 37 år 2 måneder (1972).

- Sidste australske vinder (pr. 2016): Mark Edmondson (1976)

### Damer
- Flest titler (alle rækker): Margaret Smith Court (Australien), 21 titler.
- Flest doubletitler: Thelma Long (Australien), 12 titler.

Damesingle
- Flest titler: Margaret Smith Court (Australien), 11 titler.
- Flest titler i træk: Margaret Smith Court (Australien), 7 titler (1960-1966).

- Yngste vinder: Martina Hingis, 16 år 3 måneder (1997).
- Ældste vinder: Thelma Long, 35 år 8 måneder (1954).

- Sidste australske vinder (pr. 2016): Christine O'Neill (1978)

### Kampe
Længste herresinglekampe
- Flest partier: 93 partier, Dennis Ralston – John Newcombe 19-17 20-18 4-6 6-3 (kvartfinale 1970), 281 minutter.
- Længst tid: 5 timer og 53 minutter, Novak Djokovic - Rafael Nadal 7-6 7-6 0-6 4-6 23-21 (finale 2012) 5–7, 6–4, 6–2, 6–7(5–7), 7–5

Længste herredoublekamp
- 329 minutter, Pieter Aldrich / Danie Visser – Scott Davis / Robert Van't Hof 6-4 4-6 7-6 4-6 23-21 (1990) – femte sæt varede 173 minutter.